# 麦尔彦章
麦尔彦章（阿拉伯语：‎，羅馬化：Maryam）是古兰经的第19章（苏拉），共98节（阿亚）。
麦尔彦章属于麦加篇章，启示于麦加时期。该章讲述了麦尔彦（即圣经中的馬利亞）孕育先知尔撒（即圣经中的耶稣）的事迹，并因而得名。
麦尔彦章的最后8节（第91–98节）出现于伯明翰古兰经手稿中，而第2–28节则出现于萨那手稿残卷中。